# Kryterium Asów Polskich Lig Żużlowych im. Mieczysława Połukarda 2009
XXVIII Kryterium Asów Polskich Lig Żużlowych im. Mieczysława Połukarda odbyło się 29 marca 2009. Zwyciężył Szwed Andreas Jonsson.

## Wyniki
- 29 marca 2009 (niedziela), Stadion Polonii Bydgoszcz
- NCD: Emil Sajfutdinow - 63,14 w wyścigu 2
- Widzów: około 7000
- Sędzia: Leszek Demski z Ostrowa Wielkopolskiego

| Msc. | Zawodnik                 | Klub                  | Pkt  |             |  |
| ---- | ------------------------ | --------------------- | ---- | ----------- |  |
| 1    | (1) Andreas Jonsson      | Polonia Bydgoszcz     | 12   | (2,2,3,2,3) |  |
| 2    | (7) Piotr Protasiewicz   | Falubaz Zielona Góra  | 11+3 | (2,1,3,3,2) |  |
| 3    | (5) Emil Sajfutdinow     | Polonia Bydgoszcz     | 11+2 | (3,1,1,3,3) |  |
| 4    | (2) Wiesław Jaguś        | KS Toruń              | 10   | (3,1,0,3,3) |  |
| 5    | (11) Krzysztof Kasprzak  | Unia Leszno           | 9    | (3,3,1,1,1) |  |
| 6    | (15) Adrian Miedziński   | KS Toruń              | 9    | (2,2,2,3,0) |  |
| 7    | (8) Krzysztof Buczkowski | Polonia Bydgoszcz     | 8    | (1,1,2,2,2) |  |
| 8    | (10) Grzegorz Walasek    | Falubaz Zielona Góra  | 8    | (2,2,2,1,1) |  |
| 9    | (4) Krzysztof Jabłoński  | Start Gniezno         | 7    | (1,3,1,0,2) |  |
| 10   | (13) Sebastian Ułamek    | Unia Tarnów           | 6    | (3,3,w,0,-) |  |
| 11   | (6) Jarosław Hampel      | Unia Leszno           | 6    | (d,0,2,2,2) |  |
| 12   | (3) Tomasz Gapiński      | Włókniarz Częstochowa | 5    | (0,d,0,2,3) |  |
| 13   | (12) Jonas Davidsson     | Polonia Bydgoszcz     | 5    | (0,0,3,1,1) |  |
| 14   | (14) Tomasz Chrzanowski  | Polonia Bydgoszcz     | 5    | (1,3,1,0,0) |  |
| 15   | (9) Rune Holta           | Stal Gorzów Wlkp.     | 5    | (1,0,3,1,d) |  |
| 16   | (16) Tomasz Jędrzejak    | WTS Wrocław           | 3    | (0,2,0,w,1) |  |
|      | rez. Antonio Lindbäck    | Polonia Bydgoszcz     | 0    | (u)         |  |
|      | rez. Marcin Jędrzejewski | Polonia Bydgoszcz     | ns   |             |  |

Bieg po biegu
1. [63,91] Jaguś, Jonsson, Jabłoński, Gapiński
2. [63,14] Sajfutdinow, Protasiewicz, Buczkowski, Hampel (d/3)
3. [63,74] Kasprzak, Walasek, Holta, Davidsson
4. [63,31] Ułamek, Miedziński, Chrzanowski, Jędrzejak
5. [63,84] Ułamek, Jonsson, Sajfutdinow, Holta
6. [64,51] Chrzanowski, Walasek, Jaguś, Hampel
7. [64,36] Kasprzak, Miedziński, Protasiewicz, Gapiński (d/3)
8. [64,43] Jabłoński, Jędrzejak, Buczkowski, Davidsson
9. [64,83] Jonsson, Hampel, Kasprzak, Jędrzejak
10. [64,18] Davidsson, Miedziński, Sajfutdinow, Jaguś
11. [64,84] Holta, Buczkowski, Chrzanowski, Gapiński
12. [64,44] Protasiewicz, Walasek, Jabłoński, Ułamek (w/u)
13. [65,52] Protasiewicz, Jonsson, Davidsson, Chrzanowski
14. [64,83] Jaguś, Buczkowski, Kasprzak, Ułamek
15. [64,49] Sajfutdinow, Gapiński, Walasek, Jędrzejak (w/u)
16. [64,62] Miedziński, Hampel, Holta, Jabłoński
17. [64,18] Jonsson, Buczkowski, Walasek, Miedziński
18. [63,58] Jaguś, Protasiewicz, Jędrzejak, Holta (d/4)
19. [64,67] Gapiński, Hampel, Davidsson, Lindbäck (u/4) / Lindbäck za Ułamka
20. [64,01] Sajfutdinow, Jabłoński, Kasprzak, Chrzanowski
21. Wyścig dodatkowy o 2. miejsce: [63,96] Protasiewicz (A), Sajfutdinow (B)